# Сын полка (повесть)
«Сын полка́» — повесть, написанная Валентином Катаевым в 1944 году. Впервые опубликована в журналах «Октябрь» и «Дружные ребята» (1945, № 1—8). Отдельным изданием вышла в 1945 году («Детгиз»).
В 1946 году за книгу «Сын полка» Валентин Катаев был удостоен Сталинской премии II степени.

## История создания
Замысел повести «Сын полка» начал формироваться у Катаева в 1943 году, когда он работал фронтовым корреспондентом и постоянно перемещался из одного воинского соединения в другое. Однажды писатель заметил мальчика, облачённого в солдатскую форму: гимнастёрка, галифе и сапоги были самыми настоящими, но сшитыми специально на ребёнка. Из разговора с командиром Катаев узнал, что мальчугана — голодного, злого и одичавшего — разведчики нашли в блиндаже. Ребёнка забрали в часть, где он прижился и стал своим.
Позже писатель ещё не раз сталкивался с подобными историями:
Я понял, что это не единичный случай, а типичная ситуация: солдаты пригревают брошенных, беспризорных детей, сирот, которые потерялись или у которых погибли родители.
Название повести ассоциативно связано с комической оперой «Дочь полка», которая была известна Катаеву с юношеских лет. В нужный момент оно всплыло в памяти и «выстрелило».
Ранее тема войны глазами ребёнка уже встречалась в творчестве Катаева в небольшом очерке 1915 года «Казачонок».

## Сюжет
Во ходе ночного выхода группа разведчиков обнаруживает в воронке мальчика, который тяжело бредит во сне. Почувствовав свет фонарика, он моментально вскакивает и выхватывает из своей торбы отточенный ржавый гвоздь. Сержант Егоров успевает перехватить руку ребёнка и прошептать: «Свои». Мальчик успевает в ответ прошептать «Наши!», после чего теряет сознание.
Мальчика зовут Ваня Солнцев. Отец его погиб на фронте в первые дни войны, мать была убита немцами. Младшая сестра и бабушка умерли от голода. Отправленный полевыми жандармами в детский изолятор, Ваня сумел сбежать и с той поры почти три года скитался по полесским лесам. Сержант Егоров, докладывая капитану Енакиеву о найдёныше-пастушке́, отмечает, что смышлёный мальчуган превосходно ориентируется на местности; разведчики хотели бы оставить его у себя. Однако Енакиев принимает решение отправить ребёнка в тыл.
Когда Ване, который впервые за много месяцев почувствовал себя в безопасности, сообщают о распоряжении капитана, он дерзко отвечает, что всё равно сбежит. Мальчик действительно умудряется дважды обмануть сопровождающего его ефрейтора Биденко. Первый раз Ваня выпрыгивает из грузовика и прячется в лесу на дереве; Биденко ищет его больше двух часов и находит благодаря букварю, выпавшему из торбы пастушка. Чтобы не допустить повторного побега, Биденко в кузове попутной машины привязывает к Ваниной руке конец верёвки с двойным морским узлом, а другим концом обматывает собственный кулак. Время от времени ефрейтор дёргает за верёвку, проверяя, на месте ли пастушок. Очередная проверка завершается конфузом: в темноте внезапно раздаётся возмущённый голос женщины-хирурга, которая не понимает, «для чего к ней привязали верёвку и почему её постоянно дёргают» — мальчик опять сбежал.
Ускользнув от Биденко, Ваня пытается вернуться обратно к разведчикам. Однако на прежнем месте их не обнаруживается: за прошедшее время фронт продвинулся на запад. Ваня подумывает о том, чтобы уйти в тыл и попроситься в детский дом — но встречает подростка, который гордо рассказывает ему, что уже второй год считается сыном полка: его нашли под Смоленском, определили на довольствие и однажды даже брали в рейд. Это знакомство побуждает Ваню заняться поисками «самого главного начальника», дабы пожаловаться ему на капитана Енакиева. Найдя избу, в которой, по наблюдениям Вани, находится штаб, он встречает самого Енакиева и, не зная его в лицо, выкладывает ему всё про «капитана-артиллериста, который хочет отправить его в тыл». Енакиев смягчается и привозит мальчика обратно к разведчикам.
Вызвавшись помогать разведчикам, Ваня изображает из себя местного мальчишку, обнаруживая немецкие патрули и тем самым определяя для разведгруппы безопасный путь. Однако, по собственной инициативе зарисовывая кроки местности, он попадается немцам. По счастью, советские войска переходят в наступление и захватывают немецкие позиции, освобождая мальчика.
Разведчики затрачивают немало усилий, чтобы найти для мальчика парикмахера, сапожника и портного, которые изготавливают для Вани форменное обмундирование по росту.
Наступая, советские войска входят на территорию Германии. Ваня следует вместе с батареей и в меру своих сил помогает солдатам. Немцы пускают в контратаку танки. Артиллеристы готовятся принять бой, осознавая, что их шансы невелики. Енакиев, заметив Ваню при орудии на передовой, требует, чтобы тот уходил в тыл, спасая себя — однако мальчик отказывается. Тогда Енакиев пишет донесение и даёт Ване боевой приказ — срочно доставить эту бумагу в штаб. Доставив донесение, Ваня возвращается на позицию батареи и осознаёт, что при отражении немецкой контратаки она была уничтожена, а почти все его знакомые — включая самого капитана Енакиева, в последний момент вызвавшего огонь на себя — погибли. В кармане Енакиева находят записку, в которой он просит позаботиться о своём названом сыне Ване Солнцеве и сделать из мальчика достойного солдата, а впоследствии — офицера. Командир артиллерийского полка направляет мальчика в суворовское училище. Разведчики собирают своего сына в дорогу, складывая в его торбу мыло, зубной порошок, кружку, буханку хлеба и завёрнутые в газету «Суворовский натиск» погоны капитана Енакиева.

## Версии о прототипах

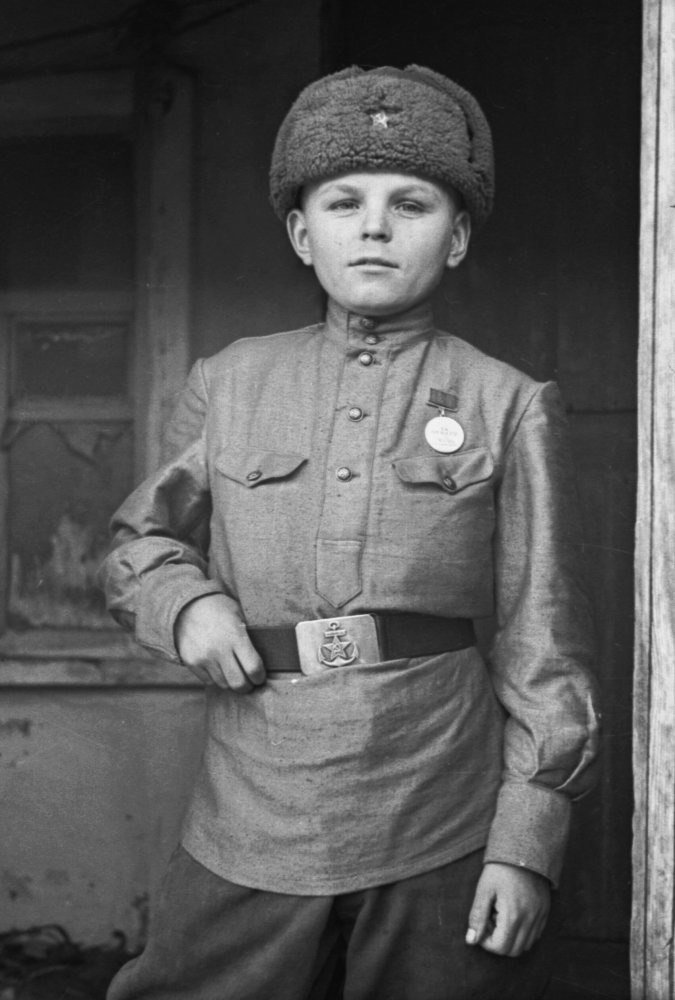
Сын полка, РККА, 1943

Несмотря на то, что повесть была отмечена Сталинской премией, общественный резонанс вокруг понятия «сын полка» возник не сразу, а спустя десятилетие. Как вспоминал Павел Катаев, после «окончания инкубационного периода» почта стала чуть ли не ежедневно приносить в их дом письма, авторы которых вспоминали о фронтовых встречах с его отцом, рассказывали о своей дальнейшей судьбе. Почти все они были убеждены, что при создании образа Вани Солнцева Катаев использовал их собственную историю.
В качестве одной из версий о возможном прототипе журналисты чаще всего обращаются к биографии Исаака Ракова-Солнцева: сообщают, что его настоящая фамилия неизвестна: Солнцевым мальчика нарекли в детском доме за веснушки на лице; в начале войны он вместе со своим другом Володей Вознесенским сбежал на фронт и в лесу под Бобруйском попал к разведчикам-артиллеристам; позже покинул суворовское училище, куда его определили командиры, и снова ушёл воевать;
В то же время, по утверждению Павла Катаева, ни один из «претендентов» (среди которых попадались и откровенные «дети лейтенанта Шмидта») не был настоящим Ваней Солнцевым; одного-единственного прототипа не существует. Многочисленные разговоры Павла Катаева с отцом, в том числе во время написания повести, свидетельствуют о том, что героя «он выдумал, взял из головы»:
Мне бы очень хотелось, чтобы этот мальчик, юноша, молодой человек существовал в действительности. Ведь для меня он был не бумажным героем. А живым человеком. И даже очень хорошо знакомым. Ведь он чувствовал точно так же, как и я бы чувствовал и думал, окажись я в тех же обстоятельствах.

## Художественные особенности
Тематическая новизна повести заключается в том, что Катаев — первым в советской литературе — решил рассказать о войне через восприятие ребёнка. После выхода «Сына полка» тема «Война и дети» стала разрабатываться достаточно активно: всесоюзную известность получили пионеры-герои; Лев Кассиль и Макс Поляновский написали повесть «Улица младшего сына».
Образ Вани Солнцева обаятелен потому, что, став настоящим солдатом, герой не утратил детскости. В этом смысле показателен диалог между Ваней и мальчиком, усыновлённым бойцами другого подразделения. Взаимоотношения меняются на глазах: начавшись с подросткового спора о том, чей это лес, они завершаются завистью Вани к медали «военного мальчика» и горькой обидой на разведчиков: «Стало быть, я им не показался»:
Катаев даёт постоянную психологическую мотивировку слов и поступков Вани Солнцева. <...> Он чутко схватывает перемены в настроении каждого, понимает, что Биденко его любит и ворчит не со зла.

## Издания
- Катаев В. П. Сын полка. — Свердловск : Свердловское областное государственное издательство, 1948. — 160 с.
- Катаев В. П. Сын полка. — Куйбышев : Куйбышевское областное издательство, 1948. — 223 с.
- Катаев В. П. Сын полка. — М. : Детгиз, 1948. — 224 с.
- Катаев В. П. Ч. 1 // Сын полка. — М. : Диафильм, 1950. — 52 кд.; ч. 2 // Сын полка. — 51 кд.
- Катаев В. П. Ч. 1 // Сын полка. — М. : Диафильм, 1952. — 47 кд.; ч. 2 // Сын полка. — 48 кд.
- Катаев В. П. Сын полка : Повесть. — М. : Детская литература, 1981. — 208 с. : ил. — 300 000 экз. — ББК Р2 К29.
- Катаев В. П. Сын полка. — Пермь : Кн. изд-во, 1984. — 175 с.

## Адаптации
Повесть дважды экранизировалась:
- Сын полка (1946, режиссёр Василий Пронин)
- Сын полка (1981, режиссёр Георгий Кузнецов)

Через несколько лет после выхода книги на сцене Ленинградского театра юного зрителя был поставлен спектакль «Сын полка» (режиссёр Александр Брянцев, в роли Вани Солнцева — Нина Казаринова).